# Edmond-Benjamin-Henri Briat
Edmond-Benjamin-Henri Briat, francoski general, * 1889, † 1971.